# Marathon van Wenen 2004
De marathon van Wenen 2004 vond plaats op zondag 22 mei 2004 in Wenen. Het was de 21e editie van deze marathon.
Bij de mannen zegevierde Samson Kandie uit Kenia in 2:08.35. Bij de vrouwen ging de Italiaanse Rosaria Console in 2:29.22 met de hoogste eer strijken. Zij had aan de finish bijna een minuut voorsprong op haar achtervolgster Lidia Şimon uit Roemenië.

## Wedstrijd
Mannen
| rang   | naam                | land | tijd    |
| ------ | ------------------- | ---- | ------- |
| Goud   | Samson Kandie       | KEN  | 2:08.35 |
| Zilver | Raymond Kipkoech    | KEN  | 2:10.45 |
| Brons  | Luis Jesus          | POR  | 2:11.24 |
| 4      | Artur Osman         | POL  | 2:12.48 |
| 5      | Michael Buchleitner | AUT  | 2:12.58 |
| 6      | Patrick Chumba      | KEN  | 2:13.08 |
| 7      | Elijah Mulandiro    | ZIM  | 2:13.55 |
| 8      | Piotr Gladki        | POL  | 2:14.28 |
| 9      | Mykola Rudyk        | UKR  | 2:15.00 |
| 10     | Josphat Rop         | KEN  | 2:15.08 |

Vrouwen
| rang   | naam                | land | tijd    |
| ------ | ------------------- | ---- | ------- |
| Goud   | Rosaria Console     | ITA  | 2:29.22 |
| Zilver | Lidia Şimon         | ROU  | 2:30.40 |
| Brons  | Sonja Oberem        | GER  | 2:30.58 |
| 4      | Eva-Maria Gradwohl  | AUT  | 2:38.04 |
| 5      | Serap Aktas         | TUR  | 2:38.43 |
| 6      | Francesca Zanusso   | ITA  | 2:45.16 |
| 7      | Mag. Daniela Bidmon | AUT  | 2:47.04 |
| 8      | Christine Double    | GBR  | 2:48.43 |
| 9      | Pia Glasnowitsch    | GER  | 2:51.39 |
| 10     | Sofia Armata        | GRE  | 2:53.07 |

1984 ·
1985 ·
1986 ·
1987 ·
1988 ·
1989 ·
1990 ·
1991 ·
1992 ·
1993 ·
1994 ·
1995 ·
1996 ·
1997 ·
1998 ·
1999 ·
2000 ·
2001 ·
2002 ·
2003 ·
2004 ·
2005 ·
2006 ·
2007 ·
2008 ·
2009 ·
2010 ·
2011 · 
2012 ·
2013 ·
2014 ·
2015 ·
2016 ·
2017 ·
2018 ·
2019 ·
2020 ·
2021 ·
2022 ·
2023 ·
2024